# Castalius rosimon
Castalius rosimon е вид малка пеперуда от семейство Синевки (Lycaenids), произхождащ от Индия.

## Разпространение
Видът е разпространен в Шри Ланка, Индия, Мианмар и Тенасерим. В индонезийския архипелаг се среща в североизточната част на Суматра, в източата част на Ява, както и на островите Бали, Бангка, Тимор, Ветар, Кисар, Сумбава и Сулавеси.
В Индия пеперудата може да се види на юг от външните граници на Хималаите, освен в пустинните пътища. Също така се среща в цяла източна Индия, Северозападните Хималаи, Асам, Андаманските острови, както и в южната част на Никобарските острови.

## Подвидове
Вид Papilio rosimon
- Подвид Castalius rosimon godarti Fruhstorfer, 1918 – Индонезия, южната част на Молукските острови.[4]
- Подвид Castalius rosimon monrosi Semper, 1887 – Филипини, Лусон[5][6]
- Подвид Castalius rosimon rosimon (Fabricius, 1775) – Индия[7][8]